# ヤマトカラッパ
ヤマトカラッパ（学名：Calappa japonica） は、十脚目カラッパ科に分類されるカニの一種。日本では東京湾以南の近海に生息するほか、西太平洋、インド洋、南アフリカなどに広く分布する。

## 分布と生息地
東京湾で初めて発見された。現在ではアフリカやオーストラリアにも生息していることが知られており、浅海から最大250 mまで生息する。紅海でも発見されている。

## 形態
甲幅は12 - 15cmで、日本に生息するカラッパの中では最大。生時は黄色と赤色の体色をしている。甲長は甲幅の約0.65倍で、表面にはこぶ状の隆起がある。甲羅の後側縁は弱く張り出し、7本の鋭い棘がある。

## 生態
肉食のカニで、他のカニやカキ、巻貝などの無脊椎動物を捕食する。貝の殻を割るために、右の鋏が内側に湾曲して缶切り状になっている。爪の基部には大きな付属歯があり、これを万力のように使う。殻を割った後、鋭く長い左の鋏を使って、軟組織を摘み取る。危険を感じると、鋏脚を顔の前に折り畳み、歩脚を引っ込めて、箱のような構造になる。この防御姿勢が恥ずかしがっているように見えるため、英語では「shame-faced crab(恥ずかしがり屋のカニ)」と呼ばれている。